# Sergenaux
Sergenaux ist eine französische Gemeinde im Département Jura in der Region Bourgogne-Franche-Comté. Sie gehört zum Arrondissement Lons-le-Saunier und zum Kanton Bletterans. 
Der Ort liegt am Flüsschen Dorme. Die Nachbargemeinden sind Sergenon im Norden, Les Deux-Fays im Osten, La Chassagne im Süden und Rye im Westen.

## Bevölkerungsentwicklung
| Jahr                       | 1962 | 1968 | 1975 | 1982 | 1990 | 1999 | 2006 | 2007 | 2017 |
| -------------------------- | ---- | ---- | ---- | ---- | ---- | ---- | ---- | ---- | ---- |
| Einwohner                  | 97   | 77   | 54   | 50   | 33   | 35   | 52   | 54   | 65   |
| Quellen: Cassini und INSEE |      |      |      |      |      |      |      |      |      |

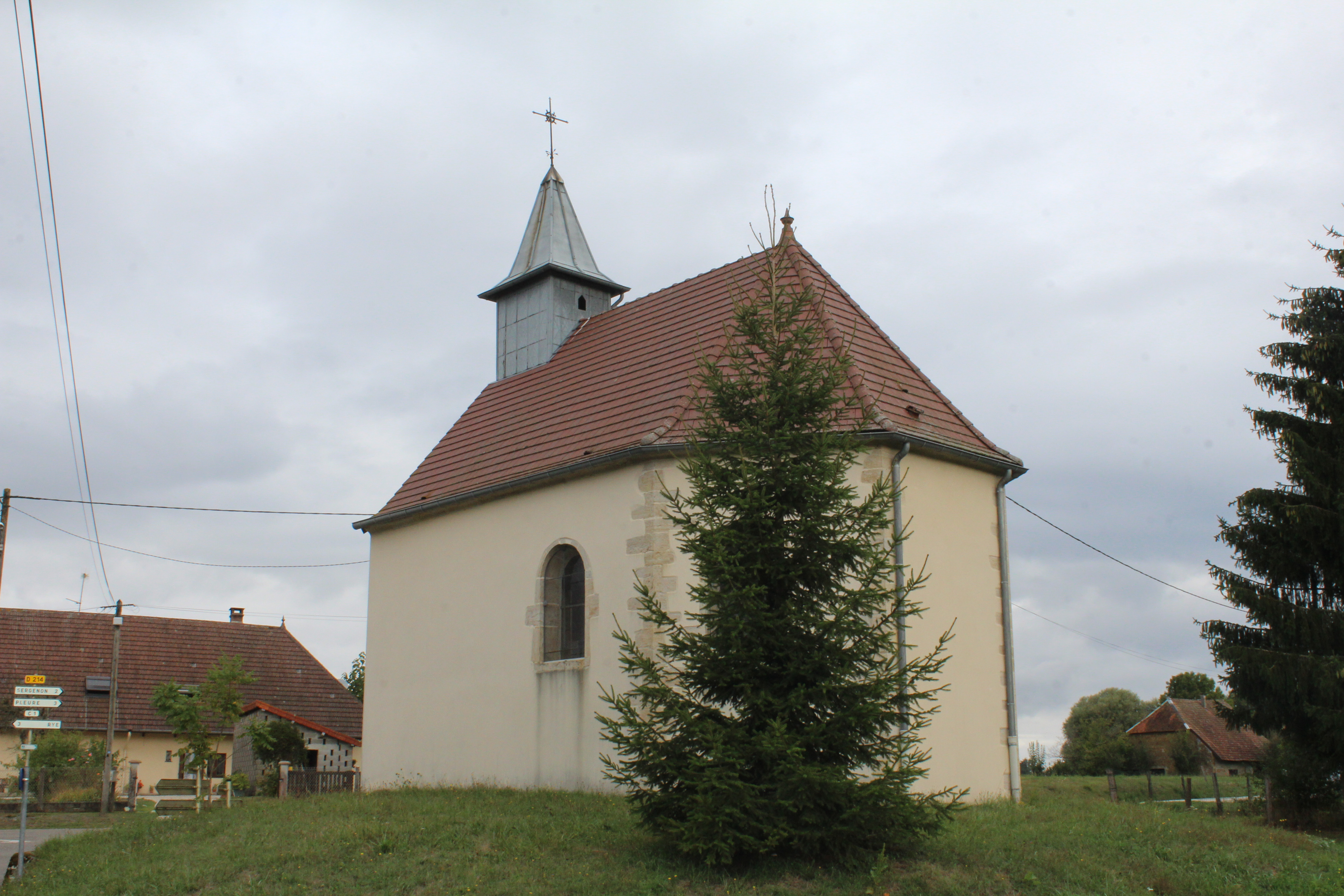
Kapelle Saint-Roch
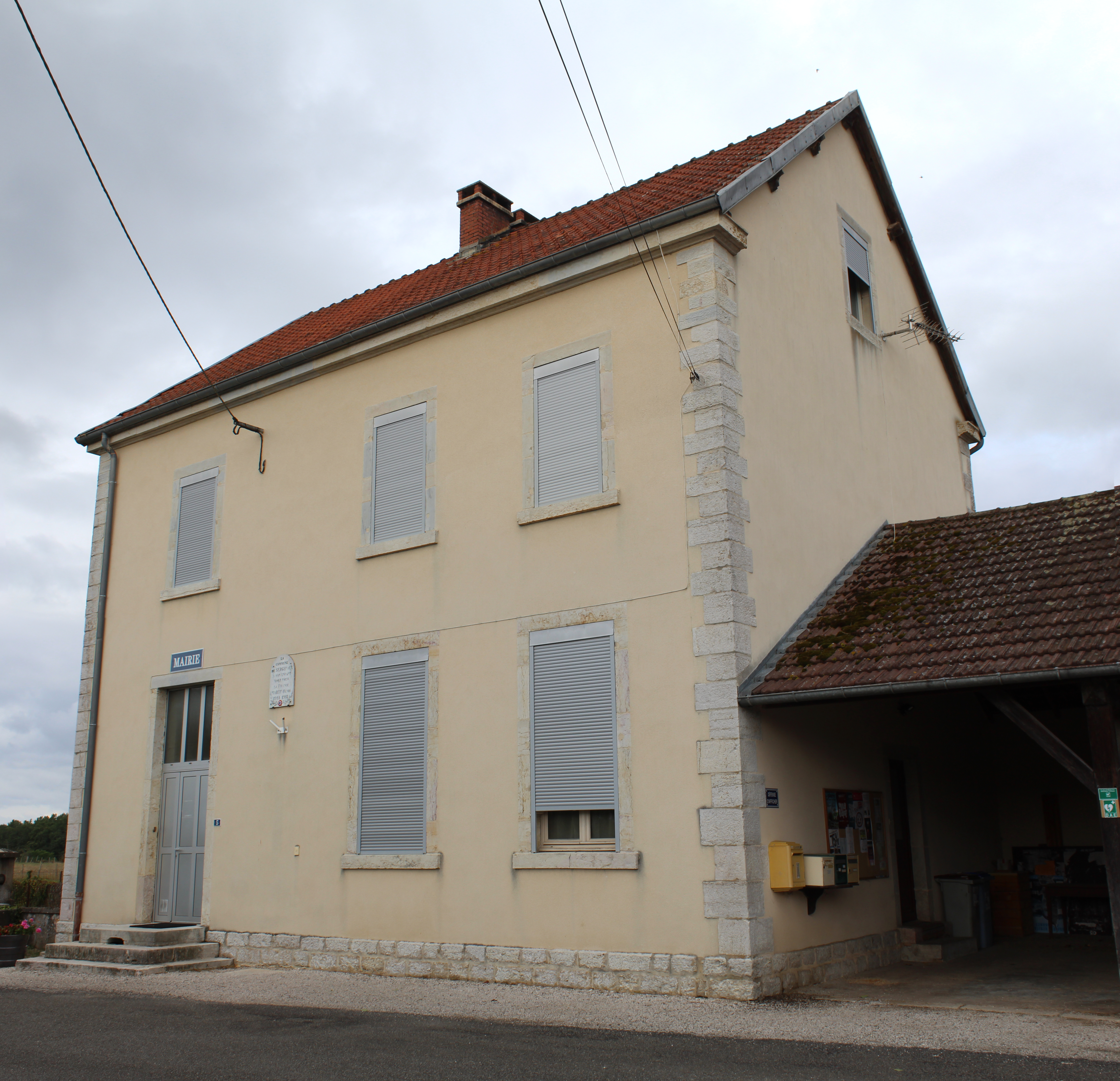
Mairie Sergenaux